# Пыжиков, Александр Владимирович
Алекса́ндр Влади́мирович Пы́жиков (27 ноября 1965, Раменское, Московская область — 17 сентября 2019, Москва, Россия) — российский историк и государственный деятель, специалист по истории России 50-60-х годов XX века. Доктор исторических наук, профессор.
Помощник министра по связи и информатизации РФ (2000). Помощник Председателя Правительства РФ (2000—2003). Заместитель министра образования Российской Федерации (2003—2004).

## Биография

### Происхождение
Родился 27 ноября 1965 года в городе Раменское Московской области. Предки его жили в селе Конобеево и деревне Бессоново Воскресенского района.
В 1989 году окончил исторический факультет Московского областного педагогического института имени Н. К. Крупской. Во время учёбы получал Ленинскую стипендию. В 1987 году вступил в КПСС.

### Профессиональная деятельность
Работал младшим научным сотрудником отдела истории КПСС Института марксизма-ленинизма при ЦК КПСС.
Был заместителем директора Института социально-политических исследований РАН.
В 1998 году защитил диссертацию на соискание учёной степени кандидата исторических наук по теме «Общественно-политическое развитие советского общества в 1953—1964 гг.» (специальность 07.00.02 — «отечественная история»).
В 1999 году защитил диссертацию на соискание учёной степени доктора исторических наук по теме «Исторический опыт политического реформирования советского общества в 50-е — 60-е годы» (специальность 07.00.02 — «отечественная история»).
В 2001 году присвоено учёное звание профессора.
Был профессором кафедры новейшей отечественной истории Института истории и политики Московского педагогического государственного университета.
Пыжиков создал свою конспирологическую концепцию. Он отвергал реальность татаро-монгольского ига. Называя своих оппонентов «историками РПЦ», он утверждал, что концепция «Москва — третий Рим» была создана Ватиканом с целью натравить Ивана III на турок, чтобы князь совершил «политическое самоубийство» России. Для этой цели Католическая церковь женила его на Зое Палеолог, и, стремясь прибавить ему ощущения собственной значимости, прислали в Псков своего «агента», монаха Елеазара, который должен был внушить князю идею о Москве — третьем Риме. Но великий князь Иван не купился на эту хитрость. Однако позднее Романовы навязали Руси концепцию «Москва — третий Рим», и Россия их руками была порабощена Ватиканом. Эти идеи Пыжикова повторял федеральный эксперт «Изборского клуба» Максим Шевченко, на страницах газеты «Завтра».
В последние годы Пыжиков выступал с идеей «украинско-польского ига», под которым, по его мнению, Россия жила сотни лет. Согласно Пыжикову, Раскол Русской церкви был инициирован царём Алексеем Михайловичем и находившейся «при его троне» Русской православной церковью, которых он рассматривал как «украинско-польские конструкции». Проводил прямую аналогию между старообрядцами и большевиками.
Также утверждал, что разгром немцев под Москвой в 1941 году стал возможен благодаря тому, что местное население жгло костры из хвоща и, тем самым, вызвало длительные дожди.
В 2018 году был кандидатом на премию Почётный академик ВРАЛ за вклад в лженауку.

### Общественно-политическая и государственная деятельность
В 1993 году был директором Центра общественно-политических программ фонда «Молодёжь за Россию» в Раменском.
В декабре 1993 года баллотировался в Государственную думу по списку избирательного объединения «Будущее России — Новые имена», набрал 1,25 % голосов. В 1995 году баллотировался кандидатом в депутаты Госдумы второго созыва в Курганской области по списку избирательного блока «Блок Ивана Рыбкина», избран не был.
С 1994 года — директор информационно-аналитического центра Центрального комитета «Российского союза молодёжи».
В 2000 году был помощником министра по связи и информатизации РФ. В 2000—2003 годах — помощник Председателя Правительства РФ М. М. Касьянова. С 5 июня 2003 года по 18 июня 2004 года — заместитель Министра образования Российской Федерации. В этой должности занимался вопросами контроля качества образования и государственной аттестации в учебных учреждениях всех типов и видов.
Был членом попечительского совета Научно-производственного объединения «Экономика».
Был автором публикаций в журнале «Профиль», газеты «Завтра» Александра Проханова. Являлся одним из авторов учреждённого Прохановым еженедельного сетевого издания «День-ТВ», которое позиционирует себя как антилиберальное, патриотическое и продвигающее «русскую идею».

### Смерть и память
Скончался в ночь с 16 на 17 сентября 2019 года. Причиной смерти стал оторвавшийся тромб, вызвавший тромбоэмболию лёгочной артерии. Прощание прошло в зале прощания городской клинической больницы № 31. Похоронен в Раменском.

## Память
В память о А. В. Пыжикове проводятся ежегодные «Пыжиковские чтения», а также конкурс исторической публицистики

## Награды
- Премия Егора Гайдара (2013) — номинация «За выдающийся вклад в области истории»[20]. Основание для номинации: За вклад в развитие исторической мысли; Монография «Грани русского раскола. Заметки о нашей истории», 2013 г.

## Основные работы

### Монографии
- Пыжиков А. В. Генезис официальной позиции КПСС по вопросу о культе личности (1953—1964). — М.: Институт молодёжи, 1998. — 28 с. ISBN 5-85085-427-4
- Криворученко В. К., Пыжиков А. В., Родионов В. А. Коллизии «Хрущевской оттепели» : Страницы отеч. истории 1953—1964 гг. XX ст. : Науч.- публицист. моногр. / В. К. Криворученко, А. В. Пыжиков, В. А. Родионов; Акад. гуманит. наук, Н.-и. центр при Ин-те молодёжи. — М. : Социум, 1998. — 230 с. ISBN 5-86708-058-7
- Пыжиков А. В. Опыт модернизации советского общества в 1953—1964 годах: общественно-политический аспект. — М. : Изд. дом «Гамма», 1998. — 299 с. ISBN 5-87695-004-1
- Пыжиков А. В. О некоторых аспектах перестройки партийно-советских органов по производственному принципу (1962—1964 гг.) / А. В. Пыжиков ; Ин-т молодежи. — М.: Институт молодёжи, 1998. — 26 с. ISBN 5-85085-416-9
- Пыжиков А. В. Оттепель: идеологические новации и проекты (1953-64 гг.) / А. В. Пыжиков; Акад. гуманит. наук. — М.: Акад. гуманит. наук, 1998. — 195 с. ISBN 5-85085-428-2
- Пыжиков А. В. Политические преобразования в СССР (50-60-е годы) / А. В. Пыжиков; Рос. акад. наук. Ин-т социал.-полит. исслед. — М.: Квадрат С : Фантера, 1999. — 305 с. ISBN 5-85124-132-2
- Пыжиков А. В., Скоробогатова В. И. Государственное строительство и правоохранительная система СССР в 1953-64 гг. / Пыжиков А. В., Скоробогатова В. И.; Ин-т молодёжи. — М. : Институт молодёжи, 1999. — 127 с. ISBN 5-85085-429-0
- Аксютин Ю. В., Пыжиков А. В. Постсталинское общество: проблема лидерства и трансформация власти / Ю. В. Аксютин, А. В. Пыжиков. — М. : Научная книга, 1999. — 413 с. ISBN 5-7671-0080-2
- Данилов А. А., Пыжиков А. В. Рождение сверхдержавы. СССР в первые послевоенные годы / А. А. Данилов, А. В. Пыжиков. — М. : РОССПЭН, 2001. — 303 с. ISBN 5-8243-0199-9
- Данилов А. А., Пыжиков А. В. Рождение сверхдержавы : 1945—1953 г. / А. В. Пыжиков, А. А. Данилов. — М. : ОЛМА-Пресс, 2002. — 318 с. (Серия «Досье»). ISBN 5-224-03309-8
- Данилов А. А., Косулина Л. Г., Пыжиков А. В. История России. ХХ — начало XXI века : Учеб. для 9 кл. общеобразоват. учреждений / А. А. Данилов, Л. Г. Косулина, А. В. Пыжиков. — 9-е изд., перераб. и доп. — М. : Просвещение, 2002. — 400 с. ISBN 5-09-011253-3
- Пыжиков А. В. Хрущёвская «оттепель» 1953—1964 / А. В. Пыжиков. — М. : ОЛМА-Пресс, 2002. — 511 с. (Серия «Архив»). ISBN 5-224-03356-X
- Административно-территориальное устройство России: История и современность / под общ. ред. А. В. Пыжикова. М., 2003 ISBN 5-224-04386-7.
- Пыжиков А. В. Грани русского раскола: заметки о нашей истории от XVII века до 1917 года. — М.: Древлехранилище, 2013. — 647 с. ISBN 978-5-93646-204-7
- Пыжиков А. В. Питер-Москва. Схватка за Россию. — М.: Олма медиа групп, 2014. — 460 с. ISBN 978-5-373-06812-3
- Пыжиков А. В. Корни сталинского большевизма. — М.: Аргументы недели, 2015. — 382 с. (Книга о Сталине). ISBN 978-5-9906489-3-7 1000 экз.
- Пыжиков А. В. Корни сталинского большевизма. — М.: Аргументы недели, 2016. — 382 с. (Книга о Сталине). ISBN 978-5-9906489-3-7 1000 экз.
- Пыжиков А. В. Славянский разлом. Украинско-польское иго в России. — М. : Концептуал, 2017. — 272 с. ISBN 978-5-906867-60-5 3000 экз.
- Пыжиков А. В. Взлет над пропастью. 1890—1917 годы. — М. : Концептуал, 2018. — 552 с. ISBN 978-5-906867-93-3 5000 экз.
- Пыжиков А. В. Тайны нашей старины. — М. : Наше Завтра, 2021. — 344 с. ISBN 978-5-6045084-1-1

### Статьи
- Полякова Д. И., Пыжиков А. В. Общественные науки: движение вперёд и вспять // Социально-политические науки. 1990. Вып. 5-12
- Аксютин Ю. В., Пыжиков А. В. О подготовке закрытого доклада Н. С. Хрущёва XX съезду КПСС в свете новых документов // Новая и новейшая история. — 2002. — Вып. 1-3. — С. 107—117
- Пыжиков А. В. Новое прочтение драматического эпизода отечественной политической истории // Вестник Российской академии наук. — 2006. — Т. 76. — № 5. — С. 457—461